# Dead Past – Rache aus dem Jenseits
Dead Past – Rache aus dem Jenseits ist ein deutscher Independentfilm aus dem Jahr 2009 von Regisseur Daniel Flügger.

## Handlung
Um den Mord an seiner Freundin aufzuklären, zieht David in das Ferienhaus ein, in dem sie starb. Er rechnet damit, dass der Mörder an den Ort des Geschehens zurückkehren wird. Die Einsamkeit in dem abgelegenen Haus setzt ihm zu und bald glaubt er, dass mit dem Haus etwas nicht zu stimmen scheint.

## Produktion und Veröffentlichung
Der Film entstand unter der Regie von Daniel Flügger, der zusammen mit Dennis Klose auch das Drehbuch schrieb. Die Musik komponierte Michael Donner.
Die DVDs und BluRay-Ausgabe wurde 2009 von Breitwand Filmvertrieb herausgegeben. Am 16. Oktober 2010 wurde der Film außerdem auf dem Indigo Filmfest gezeigt.